# Samacá
Samacá è un comune della Colombia facente parte del dipartimento di Boyacá.
Il centro abitato venne fondato da Juan de los Barrios nel 1556, mentre l'istituzione del comune è del 7 ottobre 1776.